# Metamodern Sounds in Country Music
Metamodern Sounds in Country Music è il secondo album in studio del cantautore statunitense Sturgill Simpson, pubblicato nel 2014.
Il titolo del disco è un riferimento all'album Modern Sounds in Country and Western Music di Ray Charles del 1962.

## Tracce
Tutte le tracce sono di Sturgill Simpson eccetto dove indicato.
1. Turtles All the Way Down – 3:08
2. Life of Sin – 2:26
3. Living the Dream – 3:52
4. Voices – 2:47
5. Long White Line – 4:01 (Buford Abner)
6. The Promise – 4:17 (Clive Farrington, Michael Floreale, Andrew Mann)
7. A Little Light – 1:40
8. Just Let Go – 2:32
9. It Ain't All Flowers + Pan Bowl (traccia nascosta) – 9:45